# Alcalde de Ferrol
El alcalde de Ferrol es la máxima autoridad política del Ayuntamiento de Ferrol. De acuerdo con la "Ley Orgánica 5/1985", de 19 de junio, del "Régimen Electoral General" (en vigor) el alcalde es elegido por la corporación municipal de concejales, que a su vez son elegidos por sufragio universal por los ciudadanos y ciudadanas de Ferrol con derecho a voto, mediante elecciones municipales celebradas cada cuatro años. En la misma sesión de constitución de la corporación se procede a la elección del alcalde, pudiendo ser candidatos todos los concejales que encabezan las correspondientes listas. Es proclamado electo el candidato que obtiene la mayoría absoluta de los votos. Si ninguno de ellos obtiene esta mayoría es proclamado alcalde el concejal que encabeza la lista más votada. 
La actual corporación municipal ferrolana está compuesta por 25 concejales y el alcalde de la ciudad desde el 17 de junio de 2023 es José Manuel Rey Varela, del PPdeG, quien accedió a la alcaldía tras haber logrado su candidatura 13 actas de concejal y por lo tanto, la mayoría absoluta.

## Lista de alcaldes de Ferrol durante el periodo democrático
Ésta es la lista de alcaldes de la ciudad desde la celebración de las elecciones municipales españolas de 1979 hasta la actualidad:
| Año inicio | Año fin    | Nombre                       | Partido         | Notas                                                                                  |
| ---------- | ---------- | ---------------------------- | --------------- | -------------------------------------------------------------------------------------- |
| 1979       | 1983       | Jaime Quintanilla Ulla       | PSdeG-PSOE      | Pacto PSdeG-PSOE+PCG+UG                                                                |
| 1983       | 1987       | Jaime Quintanilla Ulla       | PSdeG-PSOE      | Pacto PSdeG-PSOE+PCG                                                                   |
| 1987       | 1989       | Alfonso Couce Doce           | AP              | Sustituido por su primo Manuel Couce Pereiro en moción de censura                      |
| 1989       | 1991       | Manuel Couce Pereiro         | PSdeG-PSOE      | Accedió mediante moción de censura a su primo Alfonso Couce Doce                       |
| 1991       | 1991       | Mario Villaamil Pérez        | PPdeG           | 89 días en el cargo. Sustituido mediante moción de censura por Manuel Couce Pereiro    |
| 1991       | 1995       | Manuel Couce Pereiro         | PSdeG-PSOE      | Accedió mediante moción de censura a Mario Villaamil Pérez. Pacto PSdeG-PSOE+EU-IU     |
| 1995       | 1999       | Juan Blanco Rouco            | PPdeG           | Pacto PPdeG+IF                                                                         |
| 1999       | 2003       | Xaime Bello Costa            | BNG             | Pacto BNG+PSdeG-PSOE.                                                                  |
| 2003       | 2007       | Juan Manuel Juncal Rodríguez | PPdeG           | Pacto PPdeG+IF                                                                         |
| 2007       | 2011       | Vicente Luis Irisarri Castro | PSdeG-PSOE      | Pacto PSdeG-PSOE+EU-IU                                                                 |
| 2011       | 2015       | José Manuel Rey Varela       | PPdeG           | Primer alcalde con mayoría absoluta                                                    |
| 2015       | 2019       | Jorge Suárez Fernández       | Ferrol en Común | Pacto Ferrol en Común+PSdeG-PSOE, con apoyo del BNG. El PPdeG fue la lista más votada. |
| 2019       | 2023       | Ángel Mato Escalona          | PSdeG-PSOE      | Gobierno en minoría del PSdeG-PSOE con apoyos puntuales de Ferrol en Común y BNG       |
| 2023       | actualidad | José Manuel Rey Varela       | PPdeG           | Alcalde con mayoría absoluta                                                           |

- Datos: Q5663921